# Gregory Alan Isakov
Gregory Alan Isakov är en amerikansk folksångare och trubadur.

## Biografi
Gregory Alan Isakov föddes i Johannesburg, Sydafrika, och växte upp i Philadelphia för att slutligen bosätta sig i Colorado. Han har delat scen med åtskilliga artister, såsom Ani DiFranco, Alexi Murdoch och Brandi Carlile. Låten "If I Go, I' Goin'" från skivan This Empty Northern Hemisphere (2009) användes som soundtrack i den fjärde säsongen av TV-serien Californication.

## Diskografi

### Album
- Rust Colored Stones (2003)
- Songs for October (2005)
- That Sea, the Gambler (2007)
- This Empty Northern Hemisphere (2009)
- The Weatherman (2013)
- Gregory Alan Isakov with the Colorado Symphony (2016)